# Huashan (socken i Kina, Hunan)
Huashan (kinesiska: 华山, 华山瑶族乡) är en socken i Kina. Den ligger i provinsen Hunan, i den södra delen av landet, omkring 240 kilometer söder om provinshuvudstaden Changsha. Antalet invånare är 2088. Befolkningen består av 981 kvinnor och 1 107 män. Barn under 15 år utgör 25,0 %, vuxna 15-64 år 65 %, och äldre över 65 år 8,0 %.
Genomsnittlig årsnederbörd är 1 812 millimeter. Den regnigaste månaden är maj, med i genomsnitt 313 mm nederbörd, och den torraste är oktober, med 27 mm nederbörd.